# Luzonacera
Luzonacera is een geslacht van spinnen uit de  familie van de Psilodercidae.

## Soorten
- Luzonacera chang F. Y. Li & S. Q. Li, 2017
- Luzonacera duan F. Y. Li & S. Q. Li, 2017